# Warureja (plaats)
Warureja is een bestuurslaag in het regentschap Tegal van de provincie Midden-Java, Indonesië. Warureja telt 5943 inwoners (volkstelling 2010).